# FC RAK Provodov
FC RAK Provodov je český fotbalový klub z obce Provodov, který byl založen v roce 1961 pod názvem TJ Sokol Provodov. Mezi sezonami 2004/05 až 2019/20 hrál Přebor Zlínského kraje (5. nejvyšší soutěž). V ročnících 2009/10 a 2017/18 v této soutěži zvítězil, možnost postupu do Divize D však nevyužil. V ročníku 2020/21 se klub přihlásil do nejnižší soutěže na Zlínsku - IV. třída okresu Zlín - skupina A.
Své domácí zápasy odehrává na stadionu v Provodově.

## Historické názvy
Zdroj: 
- 1961 – TJ Sokol Provodov (Tělovýchovná jednota Sokol Provodov)
- 1962 – zánik
- 1974 – obnovena činnost pod názvem TJ Provodov (Tělovýchovná jednota Provodov)
- 1996 – FC RAK Provodov (Football Club RAK Provodov)

## Umístění v jednotlivých sezonách
Zdroj: 
Stručný přehled
- 2002–2003: I. B třída Zlínského kraje – sk. B
- 2003–2004: I. A třída Zlínského kraje – sk. B
- 2004–2020: Přebor Zlínského kraje
- 2020–: Základní třída Zlínska – sk. A

Jednotlivé ročníky
Legenda: Z - zápasy, V - výhry, R - remízy, P - porážky, VG - vstřelené góly, OG - obdržené góly, +/- - rozdíl skóre, B - body, červené podbarvení - sestup, zelené podbarvení - postup, fialové podbarvení - reorganizace, změna skupiny či soutěže
| Česko (2002 – ) |                                    |        |    |    |       |    |    |    |     |    |        |
| Sezóny          | Liga                               | Úroveň | Z  | V  | R     | P  | VG | OG | +/- | B  | Pozice |
| 2002/03         | I. B třída Zlínského kraje – sk. B | 7      | 26 | 23 | 1     | 2  | 91 | 27 | +64 | 70 | 1.     |
| 2003/04         | I. A třída Zlínského kraje – sk. B | 6      | 26 | 20 | 2     | 4  | 91 | 36 | +55 | 62 | 1.     |
| 2004/05         | Přebor Zlínského kraje             | 5      | 30 | 13 | 2     | 15 | 61 | 56 | +5  | 41 | 10.    |
| 2005/06         | Přebor Zlínského kraje             | 5      | 30 | 17 | 4     | 9  | 75 | 54 | +21 | 55 | 5.     |
| 2006/07         | Přebor Zlínského kraje             | 5      | 28 | 10 | 7     | 11 | 38 | 35 | +3  | 37 | 9.     |
| 2007/08         | Přebor Zlínského kraje             | 5      | 30 | 10 | 5     | 15 | 45 | 63 | −18 | 35 | 12.    |
| 2008/09         | Přebor Zlínského kraje             | 5      | 30 | 13 | 9     | 8  | 54 | 47 | +7  | 48 | 6.     |
| 2009/10         | Přebor Zlínského kraje             | 5      | 30 | 17 | 7     | 6  | 59 | 37 | +22 | 58 | 1.     |
| 2010/11         | Přebor Zlínského kraje             | 5      | 30 | 13 | 8     | 9  | 49 | 41 | +8  | 47 | 5.     |
| 2011/12         | Přebor Zlínského kraje             | 5      | 30 | 16 | 5     | 9  | 58 | 39 | +19 | 53 | 4.     |
| 2012/13         | Přebor Zlínského kraje             | 5      | 26 | 13 | 6     | 7  | 66 | 47 | +19 | 45 | 4.     |
| 2013/14         | Přebor Zlínského kraje             | 5      | 26 | 12 | 2     | 12 | 58 | 60 | −2  | 38 | 7.     |
| 2014/15         | Přebor Zlínského kraje             | 5      | 26 | 11 | 4 / 2 | 9  | 67 | 54 | +13 | 43 | 5.     |
| 2015/16         | Přebor Zlínského kraje             | 5      | 26 | 15 | 2 / 2 | 7  | 76 | 43 | +33 | 51 | 2.     |
| 2016/17         | Přebor Zlínského kraje             | 5      | 26 | 12 | 4 / 5 | 5  | 45 | 40 | +5  | 49 | 5.     |
| 2017/18         | Přebor Zlínského kraje             | 5      | 26 | 20 | 1 / 3 | 2  | 62 | 20 | +42 | 65 | 1.     |
| 2018/19         | Přebor Zlínského kraje             | 5      | 26 | 14 | 5 / 1 | 6  | 58 | 35 | +23 | 53 | 4.     |
| ** 2019/20      | Přebor Zlínského kraje             | 5      | 13 | 5  | 1 / 1 | 6  | 24 | 36 | −12 | 18 | 8.     |
| ** 2020/21      | Základní třída Zlínska – sk. A     | 10     | 9  | 5  | 0     | 4  | 25 | 17 | +8  | 15 | 6.     |
| 2021/22         | Základní třída Zlínska – sk. A     | 10     | 26 | 7  | 5     | 14 | 46 | 56 | −10 | 26 | 11.    |
| 2022/23         | Základní třída Zlínska – sk. A     | 10     | 11 | 3  | 3     | 5  | 15 | 20 | −5  | 12 | 6.     |
| 2023/24         | Základní třída Zlínska – sk. A     | 10     | 21 | 5  | 3     | 13 | 40 | 77 | −37 | 18 | 6.     |
| 2024/25         | Základní třída Zlínska – sk. A     | 10     | 11 | 5  | 1     | 5  | 29 | 21 | +8  | 16 | 6.     |

Poznámka:
- Od sezony 2014/15 se ve Zlínském kraji hraje tímto způsobem: Pokud zápas skončí nerozhodně, kope se penaltový rozstřel. Jeho vítěz bere 2 body, poražený pak jeden bod. Za výhru po 90 minutách jsou 3 body, za prohru po 90 minutách není žádný bod.

**= sezona předčasně ukončena z důvodu pandemie covidu-19, klub se pro sezonu 2020/21 přihlásil do nejnižší soutěže na Zlínsku - IV. třída okresu Zlín.

## FC RAK Provodov „B“
FC RAK Provodov „B“ byl rezervním týmem Provodova, který se pohyboval v okresních soutěžích.

### Umístění v jednotlivých sezonách
Stručný přehled
- 2002–2020: Základní třída Zlínska – sk. A

Jednotlivé ročníky
Legenda: Z - zápasy, V - výhry, R - remízy, P - porážky, VG - vstřelené góly, OG - obdržené góly, +/- - rozdíl skóre, B - body, červené podbarvení - sestup, zelené podbarvení - postup, fialové podbarvení - reorganizace, změna skupiny či soutěže
| Česko (2002 – )            |                                |        |    |    |       |    |    |    |     |    |        |
| Sezóny                     | Liga                           | Úroveň | Z  | V  | R     | P  | VG | OG | +/- | B  | Pozice |
| 2002/03                    | Základní třída Zlínska – sk. A | 10     | 18 | 2  | 1     | 15 | 18 | 70 | −52 | 7  | 10.    |
| 2003/04                    | Základní třída Zlínska – sk. B | 10     | 26 | 7  | 4     | 15 | 32 | 58 | −26 | 25 | 13.    |
| 2004/05                    | Základní třída Zlínska – sk. B | 10     | 26 | 7  | 1     | 18 | 42 | 69 | -27 | 22 | 13.    |
| 2005/06                    | Základní třída Zlínska – sk. B | 10     | 26 | 6  | 1     | 19 | 41 | 82 | −41 | 19 | 13.    |
| 2006/07                    | Základní třída Zlínska – sk. B | 10     | 24 | 8  | 1     | 15 | 38 | 60 | −22 | 25 | 11.    |
| 2007/08                    | Základní třída Zlínska – sk. B | 10     | 18 | 3  | 4     | 11 | 28 | 58 | −30 | 13 | 9.     |
| 2008/09                    | Základní třída Zlínska – sk. A | 10     | 24 | 12 | 3     | 9  | 60 | 62 | −2  | 39 | 6.     |
| 2009/10                    | Základní třída Zlínska – sk. A | 10     | 24 | 7  | 6     | 11 | 46 | 69 | −23 | 27 | 10.    |
| 2010/11                    | Základní třída Zlínska – sk. A | 10     | 24 | 15 | 2     | 7  | 47 | 38 | +9  | 47 | 2.     |
| 2011/12                    | Základní třída Zlínska – sk. A | 10     | 22 | 6  | 6     | 10 | 48 | 56 | −8  | 24 | 9.     |
| 2012/13                    | Základní třída Zlínska – sk. A | 10     | 22 | 10 | 2     | 10 | 64 | 58 | +6  | 32 | 5.     |
| 2013/14                    | Základní třída Zlínska – sk. A | 10     | 20 | 10 | 2     | 8  | 49 | 40 | +9  | 32 | 5.     |
| 2014/15                    | Základní třída Zlínska – sk. A | 10     | 20 | 10 | 2 / 3 | 5  | 45 | 25 | +20 | 37 | 5.     |
| 2015/16                    | Základní třída Zlínska – sk. A | 10     | 18 | 12 | 2 / 2 | 2  | 48 | 16 | +32 | 42 | 3.     |
| 2016/17                    | Základní třída Zlínska – sk. B | 10     | 24 | 5  | 2 / 2 | 15 | 30 | 50 | −20 | 21 | 11.    |
| 2017/18                    | Základní třída Zlínska – sk. A | 10     | 24 | 8  | 2 / 1 | 13 | 44 | 68 | −24 | 29 | 9.     |
| 2018/19                    | Základní třída Zlínska – sk. A | 10     | 26 | 5  | 2 / 5 | 14 | 46 | 65 |     | 24 | 11.    |
| ** 2019/20                 | Základní třída Zlínska – sk. A | 10     | 12 | 5  | 0 / 1 | 6  | 30 | 36 |     | 16 | 8.     |
| B mužstvo ukončilo činnost |                                |        |    |    |       |    |    |    |     |    |        |

Poznámka:
- Od sezony 2014/15 se ve Zlínském kraji hraje tímto způsobem: Pokud zápas skončí nerozhodně, kope se penaltový rozstřel. Jeho vítěz bere 2 body, poražený pak jeden bod. Za výhru po 90 minutách jsou 3 body, za prohru po 90 minutách není žádný bod.

**= sezona předčasně ukončena z důvodu pandemie covidu-19